# Ondřejov (Rýmařov)
Ondřejov (německy Andersdorf) je vesnice, která je částí města Rýmařov v okrese Bruntál.

## Historie
Obec se připomíná poprvé v roce 1398 jako součást rabštejnského panství. Po druhé světové válce bylo původní německé obyvatelstvo vysídleno.

### Vývoj počtu obyvatel
Počet obyvatel Ondřejova podle sčítání nebo jiných úředních záznamů:
| Rok            | 1869 | 1880 | 1890 | 1900 | 1910 | 1921 | 1930 | 1950 | 1961 | 1970 | 1980 | 1991 | 2001 | 2011 |
| -------------- | ---- | ---- | ---- | ---- | ---- | ---- | ---- | ---- | ---- | ---- | ---- | ---- | ---- | ---- |
| Počet obyvatel | 544  | 506  | 499  | 481  | 479  | 423  | 488  | 218  | 189  | 211  | 154  | 131  | 118  | 125  |

1. ↑  Z toho: 2 Čechoslováci, 483 Němců; 482 řím. kat., 2 evang.

Při sčítání lidu roku 2011 zde bylo napočteno 34 domů.

## Osobnosti
- Franz Kindermann (1823–1894), majitel dědičné rychty, zemský poslanec
- Otto Kindermann (1863–?), majitel dědičné rychty, zemský poslanec

## Fotogalerie

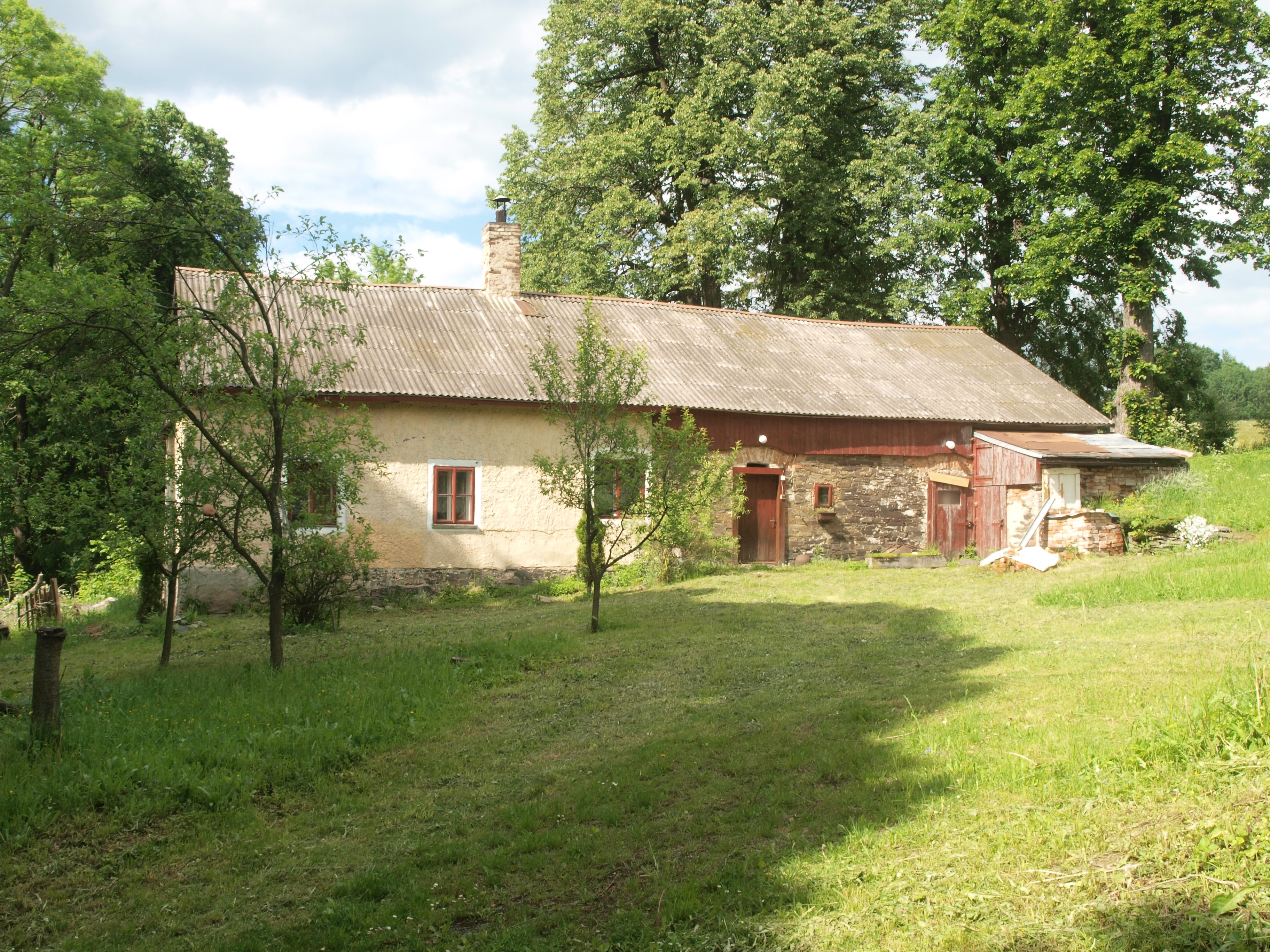
Stavení
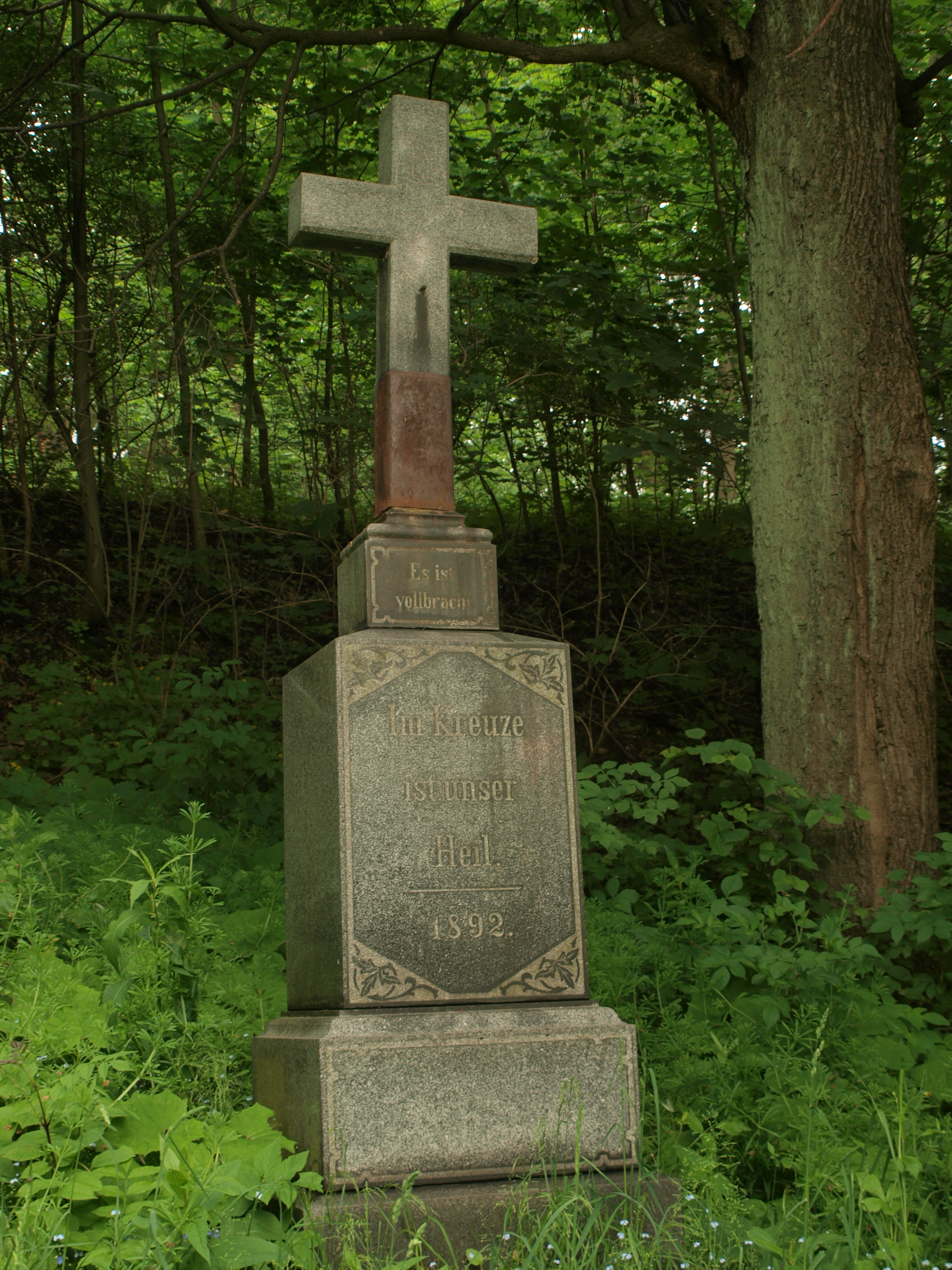
Kříž
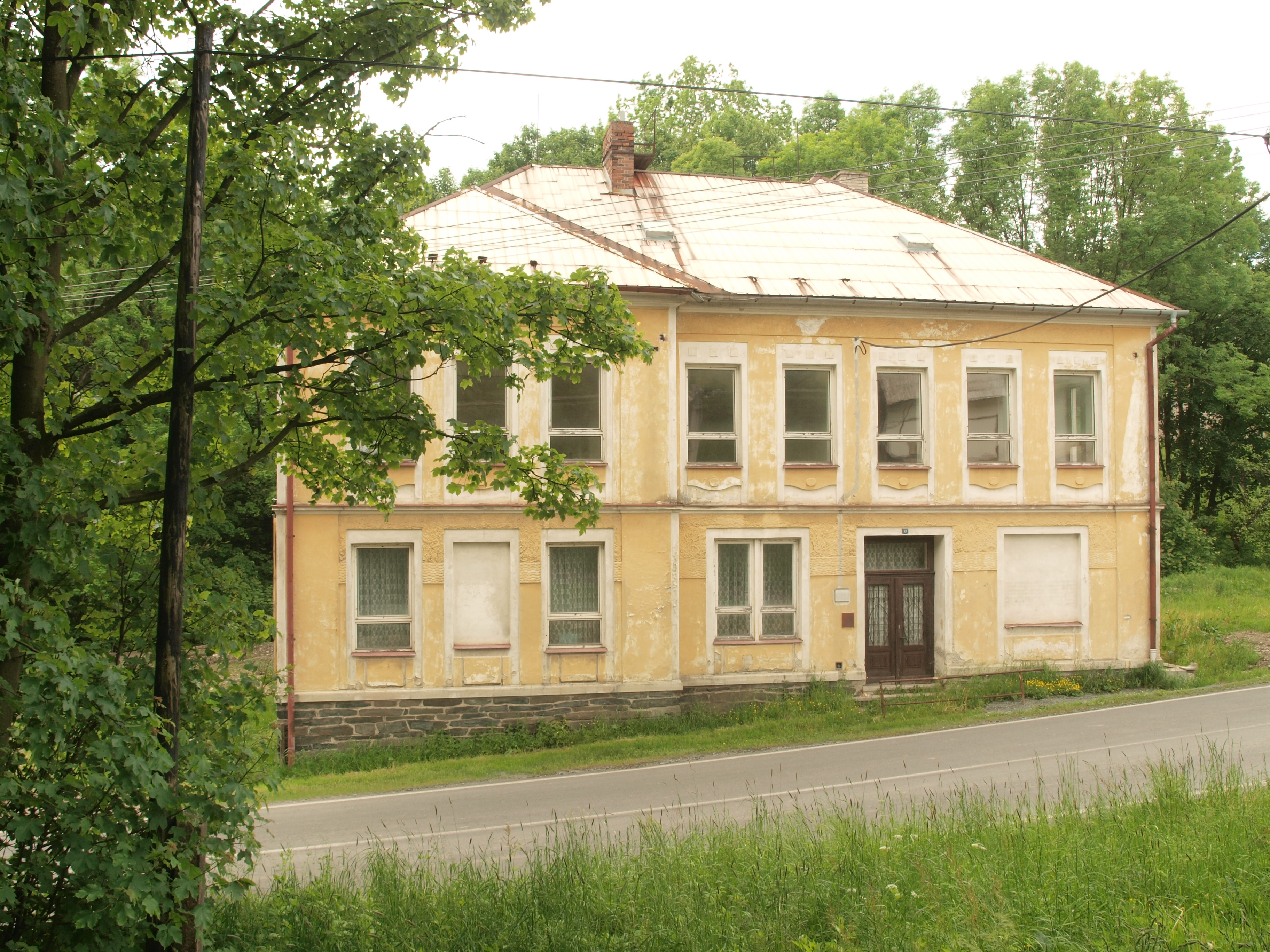
Škola
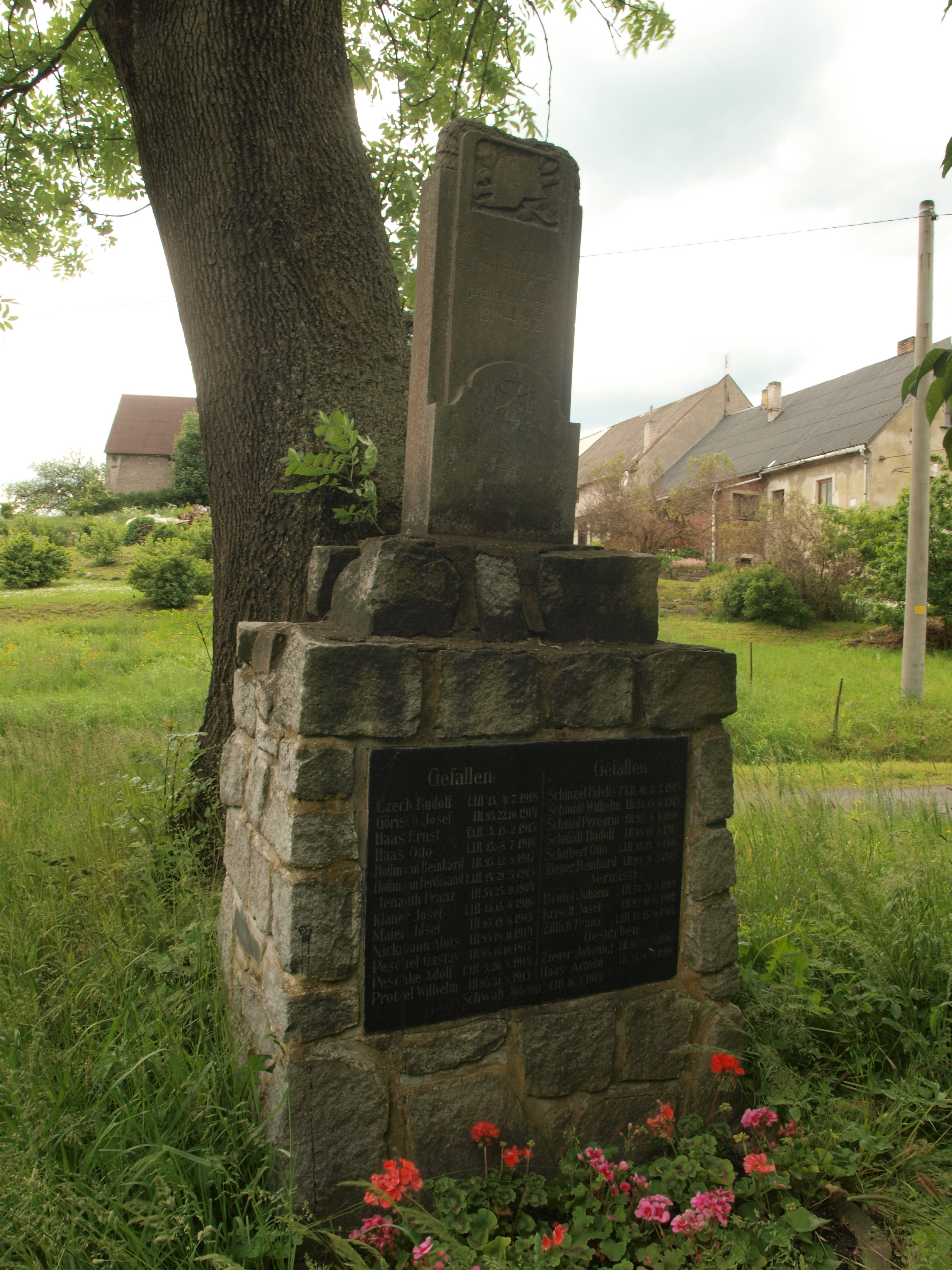
Pomník padlým
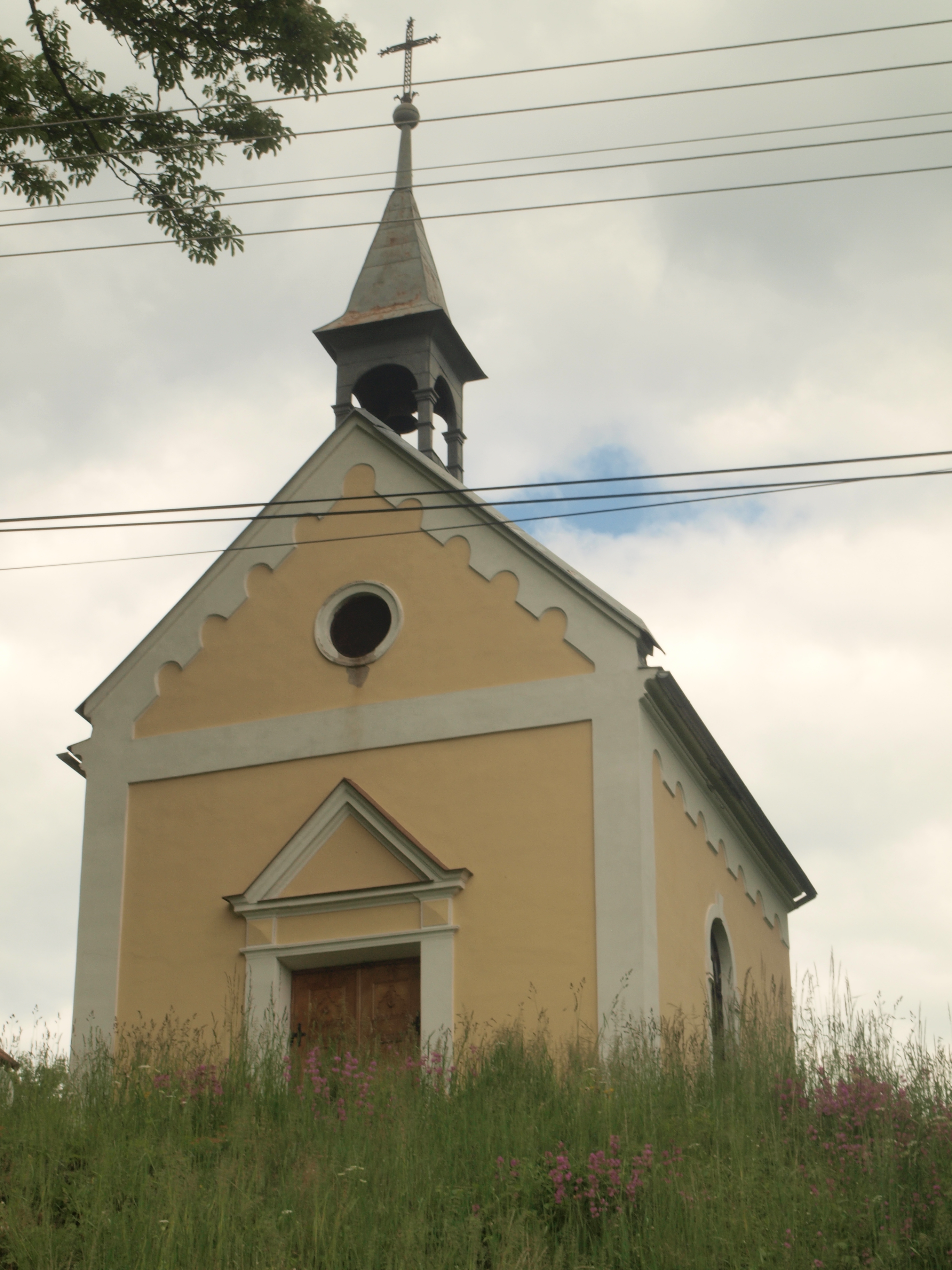
Kaple svaté Anny
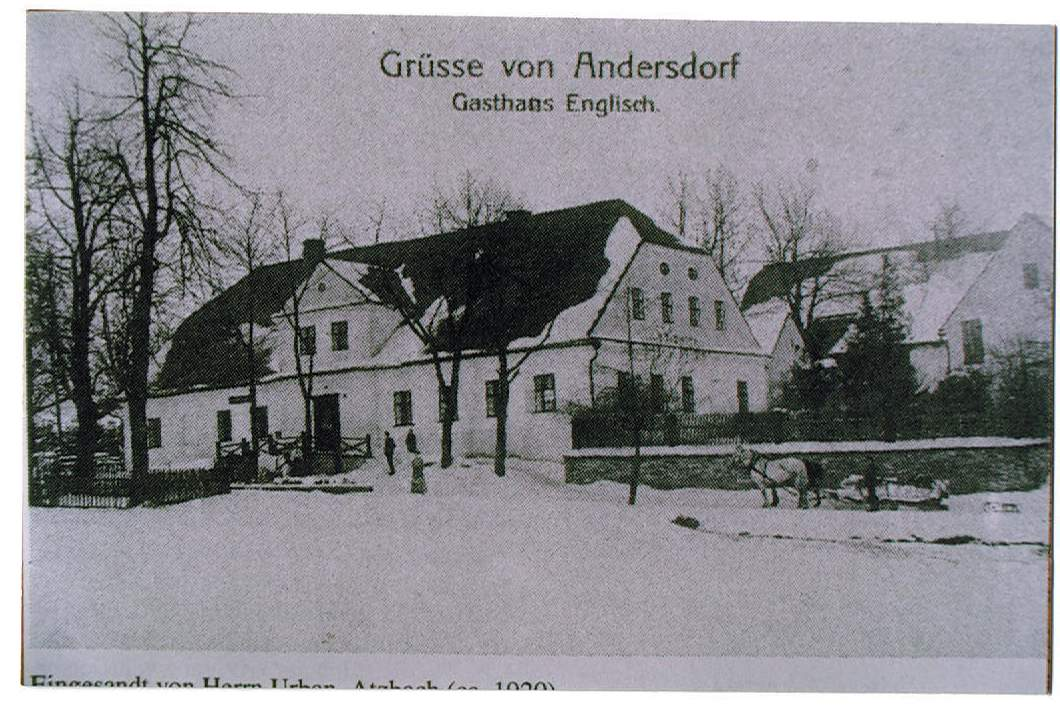
Stará pohlednice